# 秘密作戦
秘密作戦（ひみつさくせん、英: Covert operations）とは、政府の関与を公然としないまま遂行される軍事作戦の一形態である。

## 概要
秘密作戦は他の軍事作戦と同様に安全保障を達成するための対外政策の道具の一つである。しかし、他の作戦には見られない特徴としては国内においても国際社会においてもその行動の詳細に関する情報は秘匿される傾向がある。したがって、秘密作戦とは厳密には作戦の形式よりもむしろ実態から定義される。秘密作戦は政府や軍部にとって非公式の行動であり、それは外交政策や軍事戦略の目標を達成するために危険を伴いながら実行される行動である。秘密作戦の内容は情勢に応じてさまざまであり、明確な類型を定めることは難しい。一般に秘密作戦は長期間に及び諜報機関や特殊部隊のよく訓練された兵員によって秘密裏に実行され、その成果は通常の軍事作戦と比べてしばしば限定的または間接的なものである。
秘密作戦の具体的な内容としては軍事援助、諜報、宣伝活動、協力者の支援、クーデター、不正規戦争などが挙げられる。中でも諜報活動は特に秘密作戦の遂行において重要な要素であり、外交官による情報交換とは異なり、現地に潜入することでより有用性と信頼性の高い情報資料を獲得することが可能となる。1950年代においてイギリスとアメリカの情報機関はソビエトの影響下にあるバルト諸国で情報を得るために特別な訓練を受けた通信要員を航空機からの降下によって潜入させていた例がある。しかし、この作戦ではソビエトの防諜によって多くの要員が拘束または死亡したために失敗に終わった。諜報だけではなく軍事援助によって味方に資金や武器などを秘密裏に提供することも秘密作戦に含まれる。1980年代にはソビエトのアフガニスタン侵攻に対処するためにアメリカとパキスタンは反ソ抵抗組織を支援し、パキスタン軍を通じて武器や資金を抵抗運動へ提供していた。